# Gasteria vlokii
Gasteria vlokii és una espècie de planta suculenta del gènere Gasteria de la subfamília de les asfodelòidies (Asphodeloideae).

## Descripció

### Característiques vegetatives
Gasteria vlokii creix normalment sense tija, solitària, que de tant en tant proliferen des de la base i forma petits grups de fins a 140 mm de diàmetre. Les seves arrels són suculentes i fusiformes, tenen un diàmetre de fins a 8 mm. Les fulles són fermes i coriàcies; i quan són joves són dístiques i després formen una roseta de 50 a 90 mm de llarg i de 20 a 30 mm d'ample a la base, corbades, de lanceolades a triangulars, loriformes, ascendents o esteses. Al terç superior té una quilla asimètrica de color verd amb taques blanques denses en bandes transversals fosques. La superfície superior de la fulla és plana i lleugerament convexa i la superfície inferior és convexa. La seva epidermis és aspre. El marge foliar és afilat que acaba en tubercles blancs elevats rugosos, crenulats, que esdevenen continus cap a l'àpex que acaba de forma agut o obtús i al final de les fulles són mucronades.

### Inflorescències i flors
La inflorescència en forma de raïm és corbada i estesa és una panícula i arriba a una llargada de 300 a 480 mm, rarament hi ha un parell de branques laterals. Té entre 20 a 36 flors tubulars que estan inflades cap a la base i corbades, amb el bec tot apuntant, majoritàriament, cap a la roseta, i blanques cap al final. El periant és de color rosa vermellós i fa de 29 a 33 mm de llarg. Els estams fan de 15 a 20 mm de llarg i les seves anteres de 2 mm de llarg. L'ovari fa de 6 a 7 mm de llarg. Per sobre està restringit a un tub amb un diàmetre de 4 mm.
L'època de floració és a mitjans de l'estiu.

### Fruits i llavors
Els fruits fan de 15 a 18 mm de llarg i 6 mm d'amplada. Contenen llavors oblongues de color negre de 3 a 5 mm de llarg i 2 mm d'ample.

## Distribució i hàbitat
Gasteria vlokii es distribueix a la província sud-africana del Cap Occidental, on només és natiu a uns pocs llocs molt separats a les muntanyes Swartberg i creix als fynbos sobre gres quarsític. Les plantes es troben aïllades o en petits grups encaixats en esquerdes i bosses de roca poc profundes en sòls àcids húmics sorrencs amb un baix contingut mineral en situacions ombrívoles o exposades. Les precipitacions, d'uns 800 ml anuals de mitjana, es donen durant l'hivern i l'estiu, amb tendència a la sequedat estival.

## Taxonomia
Gasteria vlokii va ser descrita per van Jaarsv. i va ser publicat a Cact. Succ. J. (Los Angeles) 59: 170 a l'any 1987.
Etimologia
Gasteria : epítet derivat de la paraula del llatina "gaster" que significa "estómac", per la forma de les seves flors en forma d'estómac.
vlokii: epítet en honor del sud-africà Johannes Hendrik Jacobus Vlok (1957-), recol·lector actiu de plantes, investigador forestal a Saasveld i assessor ambiental del Departament de Conservació de la Natura del Cap.